# Anestesi

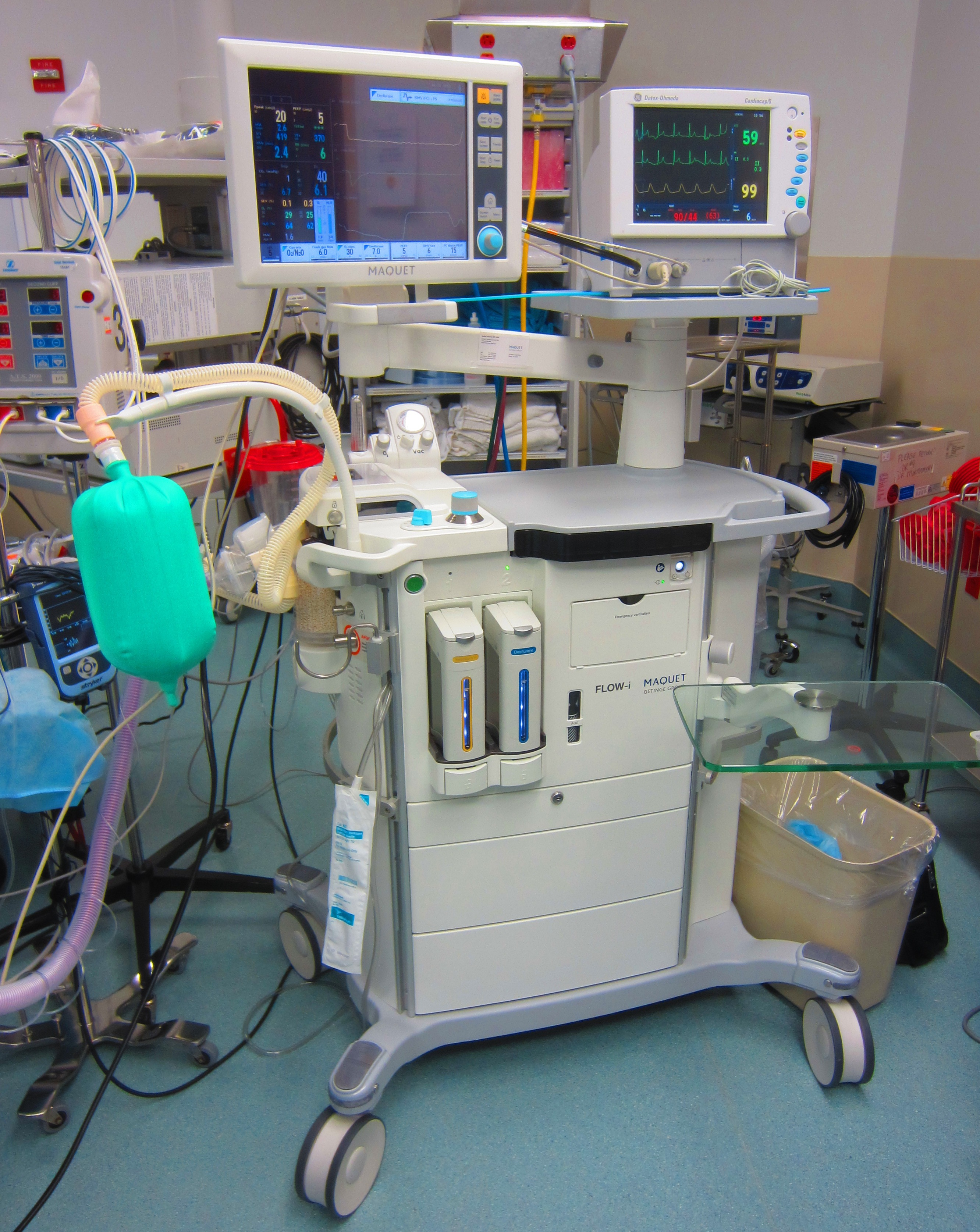
En anestesimaskin med integrerade system för monitorering av vitala parametrar.

Anestesi, från grekiska a-, "utan" och αἴσθησις, aisthēsis, "känsla", är ett medicinskt begrepp. Anestesi är ett annat ord för bedövning och har att göra med upphävandet av förmågan att uppfatta, eller bedövningen av, sinnesintryck som till exempel smärta, tryck, värme, kyla eller beröring.

## Historia

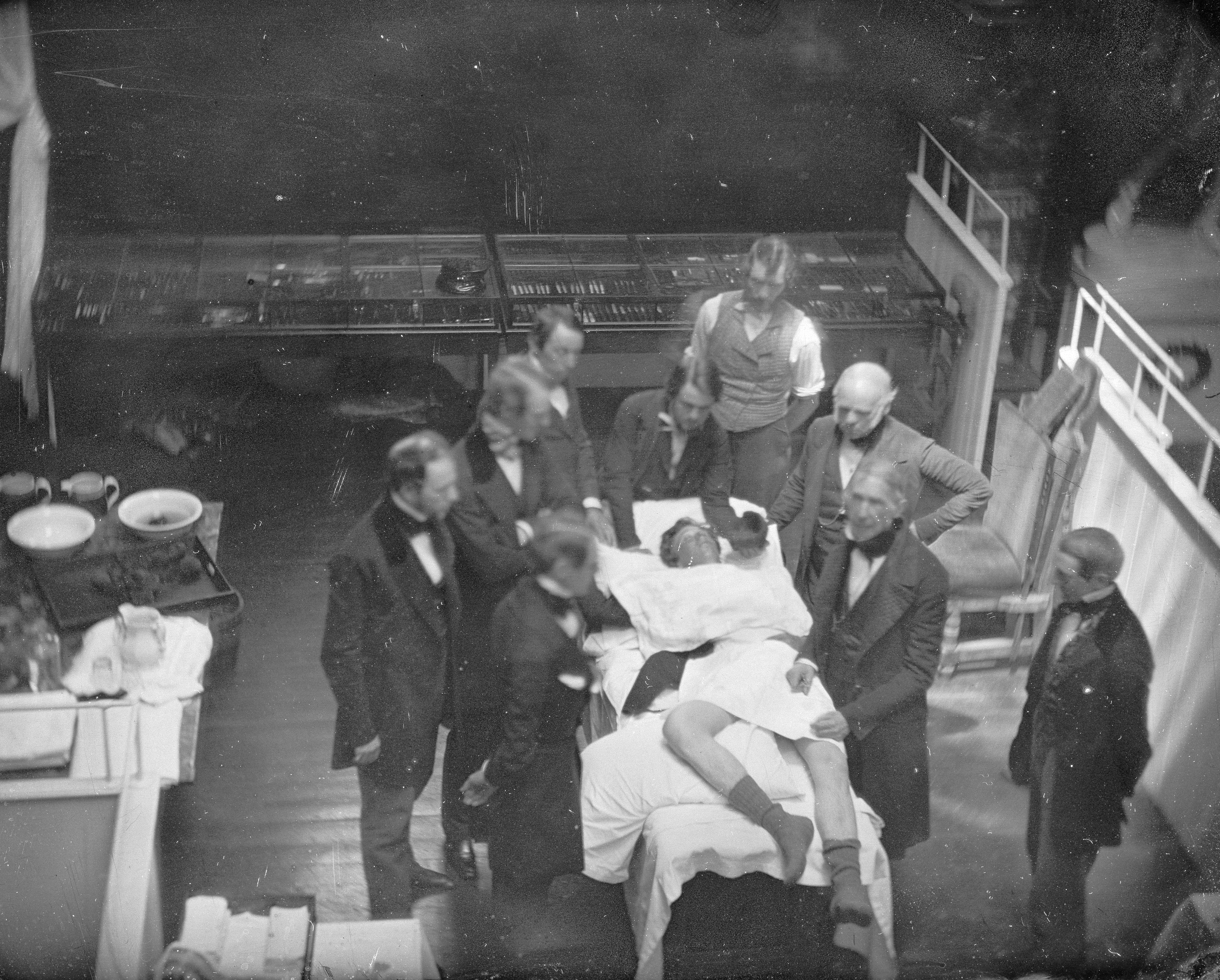
Mortons eteranastesioperation 16 October 1846.

Den moderna anestesins födelse brukar anges till 16 oktober 1846 i och med tandläkaren William T.G. Mortons eter-inhalations-narkos i Boston, världens först beskrivna eteranestesi (eterbedövning) på Massachusetts General Hospital. Han hade dock redan 1844 börjat experimentera med eter när han studerade kemi. Något även läkaren Crawford Long i Georgia, USA gjort men utan att publicera sina studier. Detta har gjort att man inte säkert kan säga när den första etersövningen gjordes.

## Generell anestesi
Ordet anestesi används inte så ofta i det svenska vardagsspråket, betydligt mer förekommande är ordet narkos. Specialister inom området i Sverige är anestesisjuksköterska samt anestesiolog som oftare benämns narkossjuksköterska respektive narkosläkare. Narkos innebär kontrollerad nedsövning tillsammans med smärtstillande läkemedel.

## Regional anestesi
Regional anestesi är det samma som lokalbedövning. Det är när man bedövar lokalt på kroppen, men man fortfarande är vid medvetande. Det kan ske vid till exempel mindre operationer, lagning av tänder och provtagningar.

## Ytanestesi
Ytanestesi är en ytlig bedövning som uppnås genom att man sprayar, penslar eller droppar bedövningsmedel på en slemhinna (slemhinneanestesi). Metoden används vid smärre ingrepp i näsa, svalg och ögon samt vid undersökningar med t. ex. endoskop i diagnostiskt syfte.

## Anestetikum
Bedövningsmedel, anestetikum (plur. anestetika), är läkemedelspreparat som användes i samband med anestesi. Bedövningsmedel används i sjukvården, av tandläkare och av veterinärer.

### Exempel på narkosmedel
- Inhalerade
  - Desfluran (varunamn Suprane - Baxter)
  - Halotan (varunamn Fluothane (avregistrerat))
  - Isofluran (varunamn Isofluran Baxter)
  - Sevofluran (varunamn Sevofluran Baxter)
  - Lustgas

- Intravenösa
  - Esketamin (varunamn Ketanest - Pfizer)
  - Ketamin (varunamn Ketalar - Pfizer, Ketamin - Abcur)
  - Propofol (varunamn Diprivan - Aspen, Pripofol - Lipuro - B. Braun och Orifarm, Propofol - Sandoz, Propolipid - Fresenius Kabi, Recofol)
  - Tiopental (varunamn Pentocur - Abcur, Pentothal, Tiobpental - Ebb, Panpharma och Abboxia

### Exempel på lokalanestetika
- Lidokain (varunamn Xylocain, Xylocain adrenalin med flera)
- Prokain
- Amethokain
- Kokain
- Prilokain

## Anestesiologi
Medicinska specialiteten anestesiologi omfattar i Sverige både anestesi och intensivvård, samt till viss del även smärtlindring.

### Notförteckning
1. ↑  ”anesthesia”. anesthesia. Merriam-Webster. http://www.merriam-webster.com/dictionary/anesthesia. Läst 31 oktober 2012.
2. ↑  ”Anestesi”. Anestesi. NE.se. http://www.ne.se/anestesi. Läst 31 oktober 2012.
3. ↑  ”Abstracts”. "Gentlemen, this is not a humbug", The 150th anniversary of anesthesia. BLTC Research. http://www.general-anaesthesia.com/william-morton.html. Läst 31 oktober 2012.
4. ↑  ”William Morton”. William Morton. BLTC Research. http://www.general-anaesthesia.com/images/william-morton.html. Läst 31 oktober 2012.
5. ↑  ”Ether inhaler invented by William T. G. Morton, about 1846”. Ether inhaler invented by William T. G. Morton, about 1846. Smithsonian Institution Press. Arkiverad från originalet den 9 oktober 2012. https://web.archive.org/web/20121009191544/http://www.smithsonianlegacies.si.edu/objectdescription.cfm?ID=87. Läst 31 oktober 2012.
6. ↑  ”Narkos”. Narkos. 1177.se. http://www.1177.se/Fakta-och-rad/Behandlingar/Narkos/. Läst 31 oktober 2012.
7. ↑  ”Lokalbedövning”. Lokalbedövning. 1177.se. http://www.1177.se/Fakta-och-rad/Behandlingar/Lokalbedovning/. Läst 31 oktober 2012.
8. ↑  Bra Böckers lexikon, 1981.